# Mycodrosophila nigrobrunnea
Mycodrosophila nigrobrunnea är en tvåvingeart som först beskrevs av Lamb 1914.  Mycodrosophila nigrobrunnea ingår i släktet Mycodrosophila och familjen daggflugor.
Artens utbredningsområde är Seychellerna. Inga underarter finns listade i Catalogue of Life.